# بانی مایر
ریچل «بانی» مایر (انگلیسی: Rachel "Bunny" Meyer؛ زادهٔ ۳ اوت ۱۹۸۵) یوتیوبر زیبایی اهل ایالات متحده آمریکا است که با نام کاربری grav3yardgirl شناخته می‌شود.

## کانال یوتیوب
مایر که ساکن پیر لند، تگزاس است، کانال یوتیوب خود را در دسامبر ۲۰۱۰ ایجاد کرد در درجهٔ اول ویدئوهایی پیرامون تجربه‌های فراطبیعی و سفرهای خود به قبرستان‌ها تهیه می‌کرد. او بعداً تمرکز کانال خود را به مد و آرایش تغییر داد و مجموعه‌ای را منتشر کرد که آیا این واقعاً کار می‌کند؟ نام داشت و او در آن به نقد و بررسی محصولات از سین آن تی‌وی می‌پرداخت. مایر دنبال‌کنندگان خود را «خانوادهٔ مرداب» خطاب می‌کند.
او تا تاریخ ژوئیهٔ ۲۰۲۰ دارای بیش از ۸٫۳ میلیون دنبال‌کننده بوده و ویدئوهای او ۱٫۵ میلیارد بازدید داشته‌اند.

## همکاری‌ها
در مهٔ ۲۰۱۸، شین داوسون همزمان که بانی در نگه‌داشتن مخاطبانش با مشکل مواجه بود، با بانی تماس گرفت و به او کمک کرد تا در خلال مجموعه اینتنرتی به سبک مستند خود، نام تجاری کانال خود را بازنشانی کند.

## مجموعه آرایشی
در ۶ ژوئن ۲۰۱۶، مایر مجموعه آرایشی خود با نام ملکه مرداب را با همکاری تارت کاسمتیکس به‌صورت جهانی عرضه کرد. این مجموعه که شامل یک سایهٔ چشم و دو رژ لب می‌شد، در چندین فروشگاه لوازم آرایش پیشرو نظیر میسیز، اولتا و سفورا برای فروش عرضه شد.

## جوایز و نامزدی‌ها
در سال ۲۰۱۴، مایر نامزد جوایز برگزیده نوجوانان برای ستاره برگزیده وب: مد/زیبایی شد، اما در رقابت با زوئی ساگ موفق به کسب جایزه نشد. او در سال ۲۰۱۶ برای دومین بار نامزد دریافت این جایزه شد، اما مجدداً رقابت را به بتانی موتا باخت.